# 城北バス住宅
城北バス住宅（じょうほくバスじゅうたく）は、かつて大阪府大阪市に存在した市営住宅。

## 概要
戦後の大阪市内で、使わなくなった木炭バスを転用し、仮設住宅のような形で大阪大空襲で焼け出された人々が住んでいた。
13台のバスを放射状に並べ、そしてその中央の空き地に共同の炊事場や洗濯場を設けていた。この放射状に並べられた13台のバスが2つあり、全部で26台のバスが使用されていた。内部は2坪半と狭いため、隣に増築する人もいた。
1946年（昭和26年）11月7日、車体が運び込まれ、内部にはガラス窓を残してベニヤ板を張っていた。前と後ろに3段の棚がある4畳半ほどの部屋があった。
平均で3、4人が住み、中には9人が住むという世帯もあった。夏は蒸し暑く、冬は冷え込みが厳しかった。家賃は当時の55円（現在の1700円程度と安く、隣近所とのつながりも深かったため多くの人が住み続けた。1951年（昭和26年）に廃止された。
大阪市の都市居住の歴史に関する市立博物館「大阪くらしの今昔館」（大阪市立住まい情報センター内）では、この「城北バス住宅」を模型で再現して展示している。